# Smoking

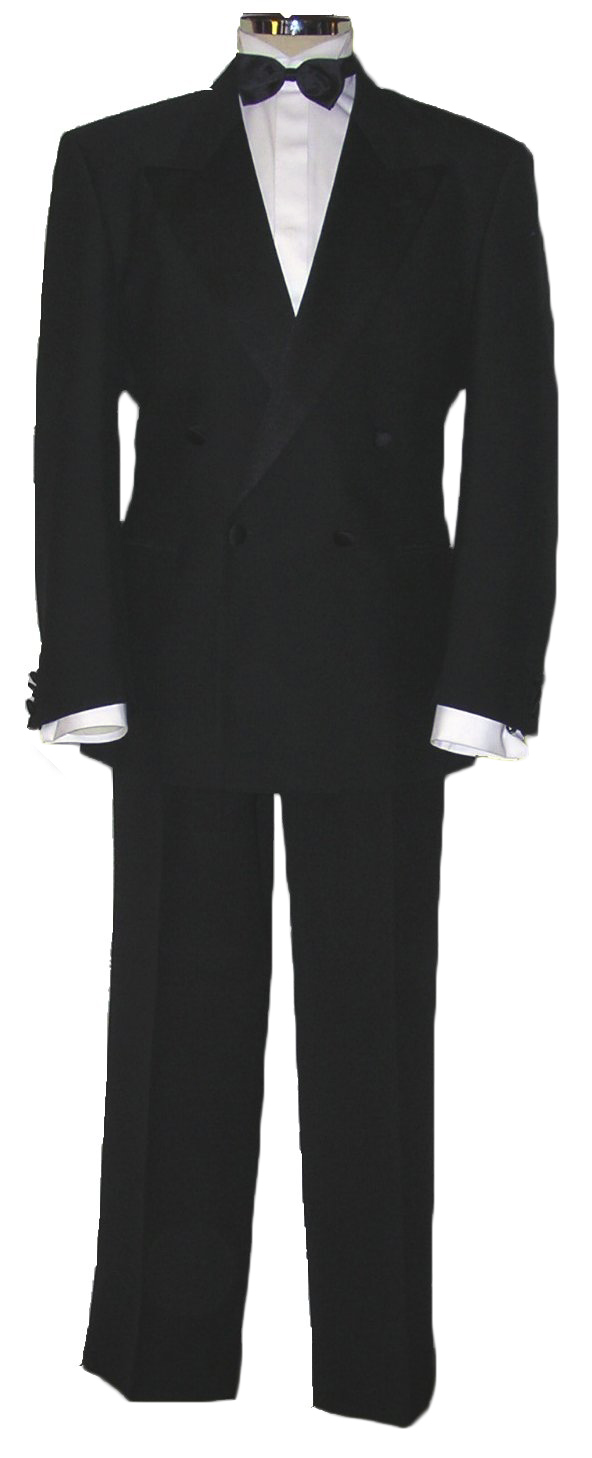
Een smoking

Een smoking is een twee- of driedelig kostuum dat door mannen wordt gedragen als avondkleding, dat wil zeggen bij (formele) feestelijke gelegenheden. Een smoking dient niet voor half 6 's middags gedragen te worden.

## Samenstelling
Het bestaat uit een zwarte broek met aan de zijkant bij voorkeur een "bonafide braid" (een satijnen of fluwelen zwarte band komt ook veel voor) en een zwart jasje met lapellen (revers: een sjaalkraag of een gepunte revers), een wit smokingoverhemd (en wel een dress shirt). Optioneel kan men, om de sluiting van de broek te bedekken een kommerband, cumberband of cummerbund dragen. Dit is een sjerp (afgeleid van het Britse militaire uniform in Brits-Indië) die geplooid om het middel wordt gedragen en van hetzelfde materiaal is gemaakt als het strikje en de lapellen. Om de hals hoort een zwarte vlinderdas gedragen te worden, bij voorkeur een zelf gestrikte van zijde. In het Engels spreekt men dan ook van black tie (pars pro toto). De schoenen onder een dinnerjacket of rok dienen geheel glad en van zwart lakleer te zijn. Instapper of veterschoenen mogen beide.
Onder het credo gezelligheid kent geen tijd was het vroeger ongepast om een polshorloge te dragen; wie per se de tijd wil weten draagt een zakhorloge.

## Tropen
In de tropen of in de zomer in Noord-Amerika wordt ook wel een tropensmoking gedragen. Deze bestaat uit dezelfde zwarte broek als een formele smoking maar het jasje kan van linnen zijn en is soms wit of ivoorkleurig. De overige kledingstukken, hemd, strik, schoenen en sokken, zijn gelijk aan de formele smoking.

## Etymologie
De term smoking is afgeleid van het Engelse smoking jacket. Dit kan tot verwarring leiden omdat een smoking jacket een andere betekenis heeft. In Engeland spreekt men van een "dinner suit" of "dinner jacket" (alleen het jasje) en in de VS spreekt men van een "tuxedo". Een andere gebruikte term is "Black tie". Het kostuum wordt in het Engels dus geen smoking genoemd, maar wel in veel andere Europese talen. De woorden zijn dus valse vrienden.
Het smoking jacket werd gedragen tijdens het roken. Na het diner trokken de heren zich vaak terug om een sigaar te roken, waarbij het dinner jacket verruild werd voor het smoking jacket. Dit gebruik was om rooklucht uit de nette kleding te houden. Het jasje werd hierna weer verwisseld voor het nette "dinner jacket".

## Vrouwensmoking
Le Smoking, in 1966 ontworpen door couturier Yves Saint Laurent voor modehuis Dior, was het eerste broekpak dat voor vrouwen ontworpen werd. Om de mannelijke smoking geschikt te maken voor vrouwen gaf hij het jasje een taille, maakte de revers ronder en paste de broek aan zodat de benen langer leken. Het pak had een chique uitstraling en was bedoeld om te dragen als alternatief voor een avondjurk of ‘little black dress’ bij feestelijke gelegenheden. Het ontwerp gold als zeer controversieel omdat het voor vrouwen niet alleen ongebruikelijk was om broeken te dragen, maar in meerdere landen zelfs verboden was. Het ontwerp heeft een iconische status verworven.

## Rok
Bij nog formelere gelegenheden, met name bij gala's, draagt de man een rokkostuum. Hierbij wordt altijd een witte vlinderdas gedragen (white tie).